# Chiesa di San Pietro (Montecatini Terme)
La chiesa di San Pietro si trova a Montecatini Alto, frazione di Montecatini Terme, in provincia di Pistoia, Diocesi di Pescia.

## Storia e descrizione
Era in origine la chiesa del castello di Montecatini, ed era dedicata a san Michele. Divenne pieve e cambiò dedicazione nel XII secolo, quando l'edificio venne interamente ricostruito.
L'attuale facciata, preceduta da una massiccia torre medievale, costituiva la testata absidale della chiesa romanica trasformata nelle forme attuali nel XVII secolo. Nell'interno si conservano importanti opere: nel coro è collocata un'Ascensione di Cristo di Santi di Tito; lungo la navata si trova il Martirio di Santa Margherita proveniente dall'omonima chiesa, opera giovanile di Agostino Melissi e una tela con il Martirio di Santa Barbara opera documentata di Orazio Titi, figlio di Santi.

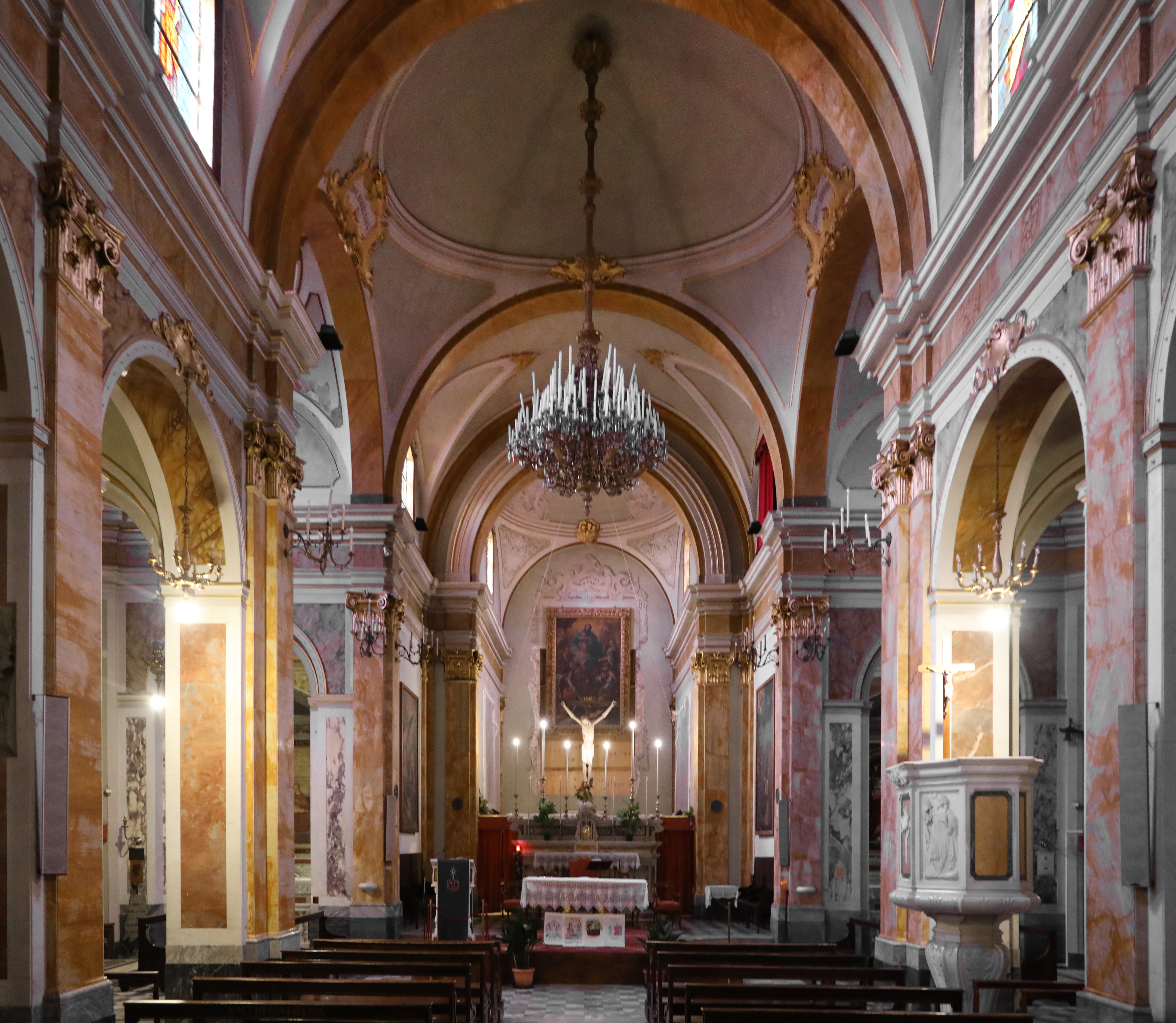
L'interno della chiesa
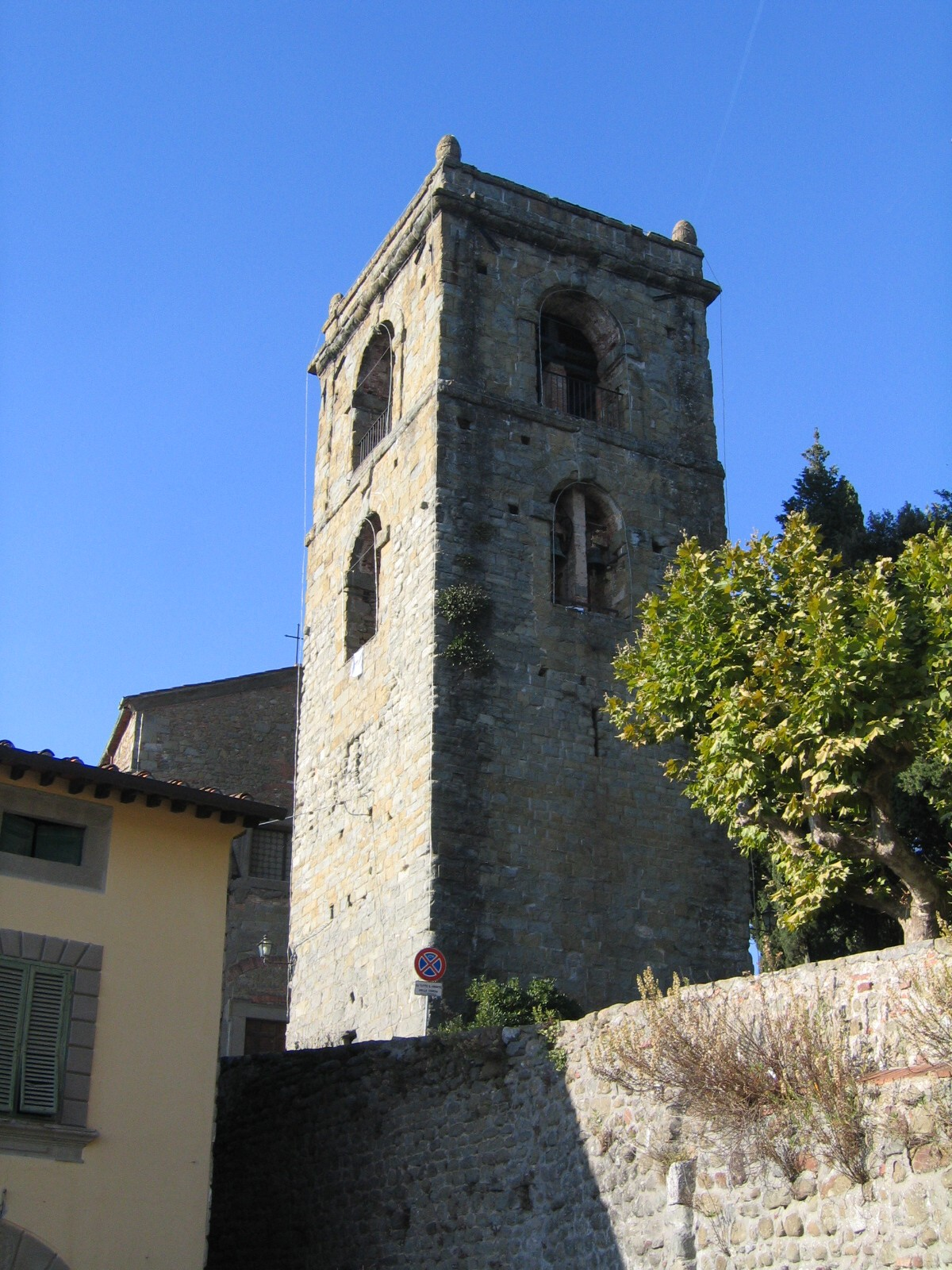
La massiccia torre campanaria davanti alla facciata della chiesa